# Pulau Bindalang
Pulau Bindalang är en ö i Indonesien.   Den ligger i provinsen Sumatera Barat, i den västra delen av landet, 900 km nordväst om huvudstaden Jakarta. Arean är 0,12 kvadratkilometer.
Terrängen på Pulau Bindalang är platt. Öns högsta punkt är 16 meter över havet. 